# Mirischia
Mirischia is een geslacht van vleesetende theropode dinosauriërs, behorend tot de groep van de Coelurosauria, dat tijdens het vroege Krijt leefde in het gebied van het huidige Brazilië. De enige benoemde soort is Mirischia asymmetrica.

## Vondst en naamgeving
In 2000 meldden David Martill en Eberhard Frey de vondst van een kleine dinosauriër in een kalknodule, door het Staatliches Museum für Naturkunde Karlsruhe aangekocht van een commerciële fossielenhandelaar die aangaf dat het stuk gesteente uit de Chapada do Araripe kwam, het plateau in Noordoost-Brazilië. De precieze locatie en datum van de oorspronkelijke vondst zijn onbekend: in het gebied vinden nauwelijks wetenschappelijke opgravingen plaats maar de plaatselijke bevolking wint op grote schaal de kalkbollen voor de verkoop en houdt de beste vindplaatsen geheim.
In 2004 werd de typesoort Mirischia asymmetrica benoemd en beschreven door Martill, Frey en Darren Naish. De geslachtsnaam is afgeleid van het Latijnse mirus, "wonderlijk" en het Oudgriekse ἴσχιον, ischion, "heupgewricht". Tezamen met de soortaanduiding, die in het onzijdig meervoud staat, betekent de hele soortnaam "wonderlijke asymmetrische zitbeenderen", een verwijzing naar het feit dat het linkerischium van het rechterischium verschilt.
Het fossiel, holotype SMNK 2349 PAL, is gezien de aard van het gesteente vermoedelijk afkomstig uit de Romualdoafzetting van de Santanaformatie, welke afzetting dateert uit het Albien. Het bestaat uit een gedeeltelijk skelet zonder schedel. Bewaard zijn gebleven: de achterste twee ruggenwervels, een rib, buikribben, de voorste drie sacrale wervels, delen van de darmbeenderen, schaambeenderen en zitbeenderen, stukken van beide dijbeenderen en de bovenkant van het rechterscheenbeen en het rechterkuitbeen. De resten lagen in verband, zijn voor zover bewaard in goede conditie en zijn afkomstig van een onvolgroeid dier. Naast de botten is ook een versteend stuk van de ingewanden bewaard gebleven.

## Beschrijving

### Grootte en onderscheidende kenmerken
Mirischia is een kleine tweevoetige roofsauriër. De lichaamslengte van het holotype is geschat op 2,1 meter. Gregory S. Paul schatte in 2010 het gewicht op zeven kilogram. Meestal wordt het dier gezien als een tamelijk lichtgebouwde soort.
De beschrijvers wisten enkele onderscheidende kenmerken vast te stellen. Het darmbeen heeft een aanhangsel voor het schaambeen dat aan de voorzijde hol is. Het verbrede uiteinde van het schaambeen, de "voet", heeft 32% van de lengte van de schacht en mist een voorste uitsteeksel. De achterste ruggenwervels hebben groeven op de wervelboog lopen die voor en boven het wervelkanaal liggen. De doornuitsteeksels van de ruggenwervels zijn bovenaan van voor naar achteren gemeten tussen de 63 en 67% langer dan hun bases. De sacrale wervels hebben op hun onderkant aan beide uiteinden korte middengroeven. De botwanden van alle gevonden skeletelementen zijn extreem dun.

### Skelet
Het schaambeen heeft een schacht die van voren licht bol is en onderaan in een vrij scherpe curve naar boven ombuigt waarbij een zeer fors en lang achterste uitsteeksel van de "voet" gevormd wordt. De zitbeenderen zijn kort en bogen naar achteren toe omhoog. De asymmetrie van de zitbeenderen waarnaar de soortaanduiding verwijst, bestaat hierin dat het linkerzitbeen geheel doorboord wordt door een foramen op een positie waar zich bij het rechterzitbeen slechts een uitholling bevindt. Het betreft hier, zo het al geen conserveringsartefact is, vermoedelijk een toevallig verschil in ontwikkeling en een individuele variatie. Het dijbeen is stevig en licht gekromd. Bovenop is de trochanter minor veel lager dan de trochanter major en ervan gescheiden door een diepe kloof. De trochanter minor heeft aan de voorste basis een goed ontwikkelde en naar voren uitstekende accessoire trochanter.

### Weke delen
In de holte tussen de bovenste schachten van de schaambeenderen, onder het heiligbeen, is in vooraanzicht een kegelvormige stompe structuur zichtbaar. Het had, voordat een sectie eruit gezaagd werd, een lengte van zevenentwintig millimeter en een breedte van zeventien millimeter. De kegel loopt richting de hoofdlichamen van de schaambeenderen en is naar achteren toe schuin naar boven gericht. De structuur lijkt een vulling te hebben met een sponsachtige structuur vol holten gevuld met kalksteen. De buitenlaag is echter glad en dicht. Dit alles werd geïnterpreteerd als een stuk darm. Het zou een uiterste zeldzaamheid zijn dat die versteend bewaard is gebleven; een vergelijkbaar fossiel is alleen van Scipionyx bekend. Voor zover valt na te gaan kwam de darm lager uit de buikholte in een rechte lijn. Waar de opening boven het beenschort tussen de schaambeenschorten bereikt werd, draaide de darm naar rechts en passeerde aan de binnenkant van het rechterschaambeen naar boven en achteren krommend om verder door te lopen aan de binnenzijde van de achterrand van de schacht, onder de onderrand van het heupgewricht. Onder het midden daarvan draaide de darm scherp naar binnen en onderen richting de onderranden van de hoofdlichamen van de zitbeenderen. Van daaruit liep de darm in een rechte lijn tussen de zitbeenderen door. Op dit punt is de darm ovaal in dwarsdoorsnede. Dit lijkt op het traject dat bij Scipionyx te zien is en weerlegt de hypothese van John Ruben dat de darm bij Scipionyx heel hoog gelegen is als bij moderne krokodillen. Ruben zag dat als ondersteuning voor zijn opvatting dat basale theropoden geen luchtzak hadden onder de ruggengraat; in het debat over de oorsprong van de vogels, een groep die met zekerheid luchtzakken bezit, nam hij het standpunt in dat die geen dinosauriërs waren. De beschrijvers van Mirischia waren de tegenovergestelde mening toegedaan. De opvulling van de darm zagen ze als versteende voedselresten maar microscopisch onderzoek van de doorgezaagde sectie kon geen botfragmenten vinden.
Behalve het versteende stuk, wellicht dikke, darm boven de buikribben, bevindt zich bij het fossiel achter de "schort", de aaneengegroeide beenplaat tussen hun schachten, van de schaambeenderen een luchtholte. De beschrijvers vermoedden dat dit weleens de positie zou kunnen zijn geweest van een luchtzak onder het bekken. Een alternatieve verklaring is dat tijdens de eerste onoordeelkundige preparering door de fossielenhandelaar een stuk kalk uit de steenplaat is gevallen.

## Fylogenie
Mirischia werd door de beschrijvers in de Compsognathidae geplaatst, als enige van die groep die in Amerika gevonden is. Een analyse van Oliver Rauhut uit 2003 had al tot uitkomst gehad dat het daarin de zustersoort was van Compsognathus zelf maar in het beschrijvende artikel stelde men dat Aristosuchus nauwer aan Compsognathus verwant was; ook Sinosauropteryx zou een compsognathide zijn. In 2006 speculeerde Naish dat Mirischia in feite tot de Tyrannosauroidea behoorde, gezien de holle voorkant van het aanhangsel voor het schaambeen. Andere analyses geven de soort zeer basaal in de Coelurosauria, misschien in een klade samen met Guanlong, Proceratosaurus en Sinocalliopteryx.